# Фильч, Карл

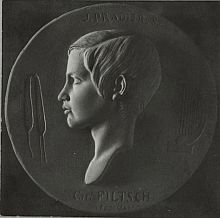
Барельеф работы Жана Жака Прадье, 1843

Карл Фильч (нем. Carl Filtsch; 28 мая 1830 года, Мюльбах близ Херманнштадта — 11 мая 1845 года, Венеция) — австрийский пианист и композитор.

## Биография
С трёхлетнего возраста Фильч занимался фортепиано у своего отца, лютеранского священника в населённой в значительной степени немцами части Трансильвании. В 1837 году одарённого мальчика отправили учиться музыке в Вену, где с ним работал Фридрих Вик. В 1841 году Карл Фильч выступил с первым концертом в Венском музыкальном обществе, за которым последовали гастроли в Венгрии и Трансильвании.
В декабре 1842 года Фильч переехал в Париж, где стал лучшим и любимым учеником Фредерика Шопена. В это же время о нём восторженно отзывался Ференц Лист. На протяжении 1843 года юный музыкант выступил с концертами в Париже, Лондоне, Брюсселе, Германии и Австрии; запланированное турне включало также Санкт-Петербург, Прагу, Цюрих, Неаполь и другие города. Однако европейские гастроли Фильча прервал обнаруженный у него туберкулёз: в начале 1844 года врачи отослали его в Венецию для лечения морскими купаниями. Летом 1844 года Фильч выехал в Вену и Трансильванию с последними концертами, затем вернулся в Венецию и умер, не дожив двух недель до своего 15-летия. Он похоронен на знаменитом венецианском кладбище Сан-Микеле.
Фильч начинал пробовать себя в композиции (отчасти вытекавшей из его склонности к импровизации на концертах). Однако написал он немного, а кое-что было утрачено. Сохранились девять произведений Фильча, включая написанную уже в Венеции пьесу «Прощание» (нем. Lebewohl von Venedig). Запись музыки Карла Фильча была произведена пианистом Леонхардом Вестермайром.

## Память
C 1995 года на родине Карла Фильча, в румынском городе Сибиу, проводится ежегодный конкурс имени Фильча для юных пианистов. В обязательную программу конкурса входят произведения Фильча; кроме того, конкурсантам разрешается исполнять собственные произведения.